# Kloosterkerk (Valkenburg)

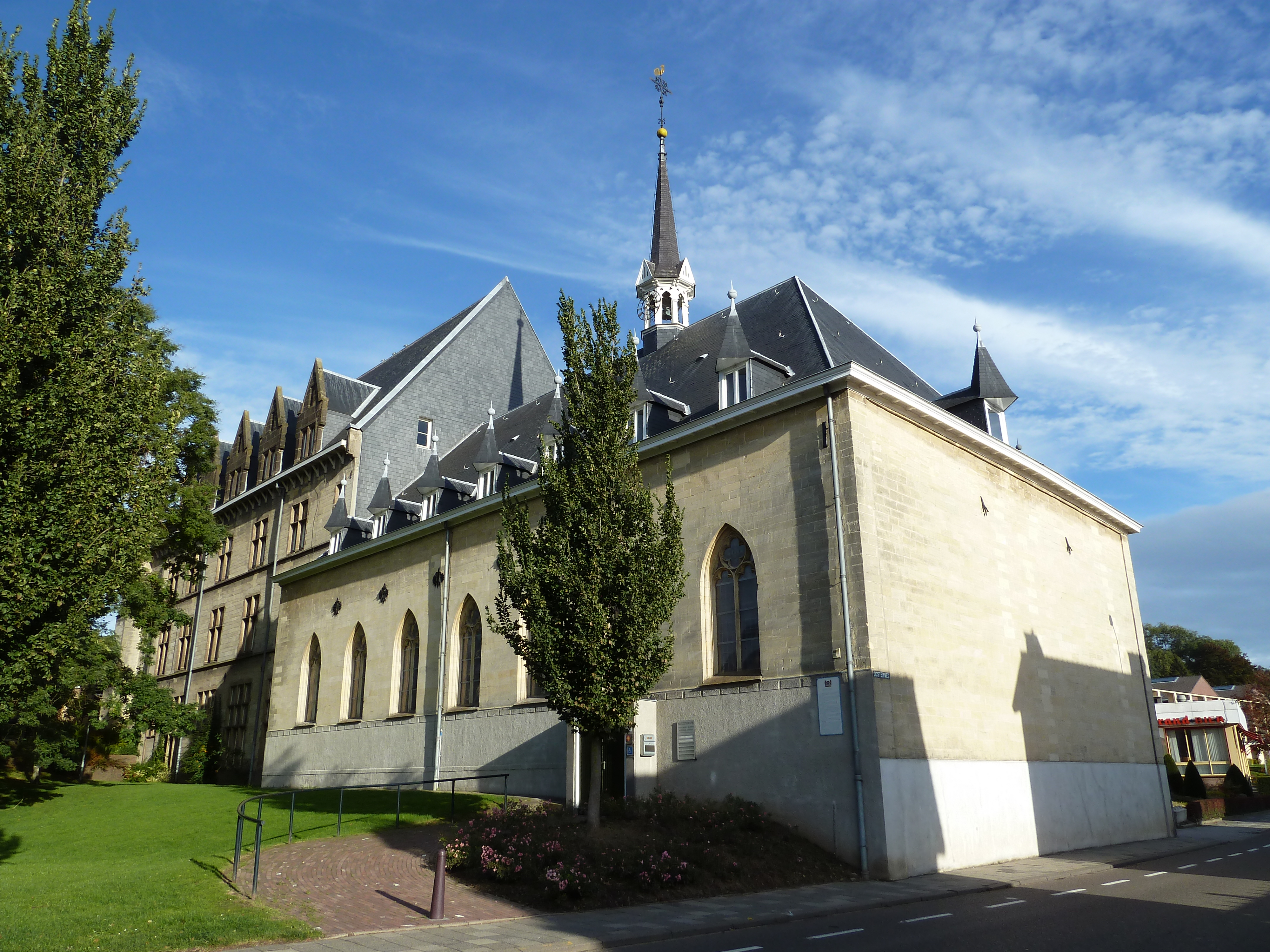
Die Kloosterkerk in Valkenburg

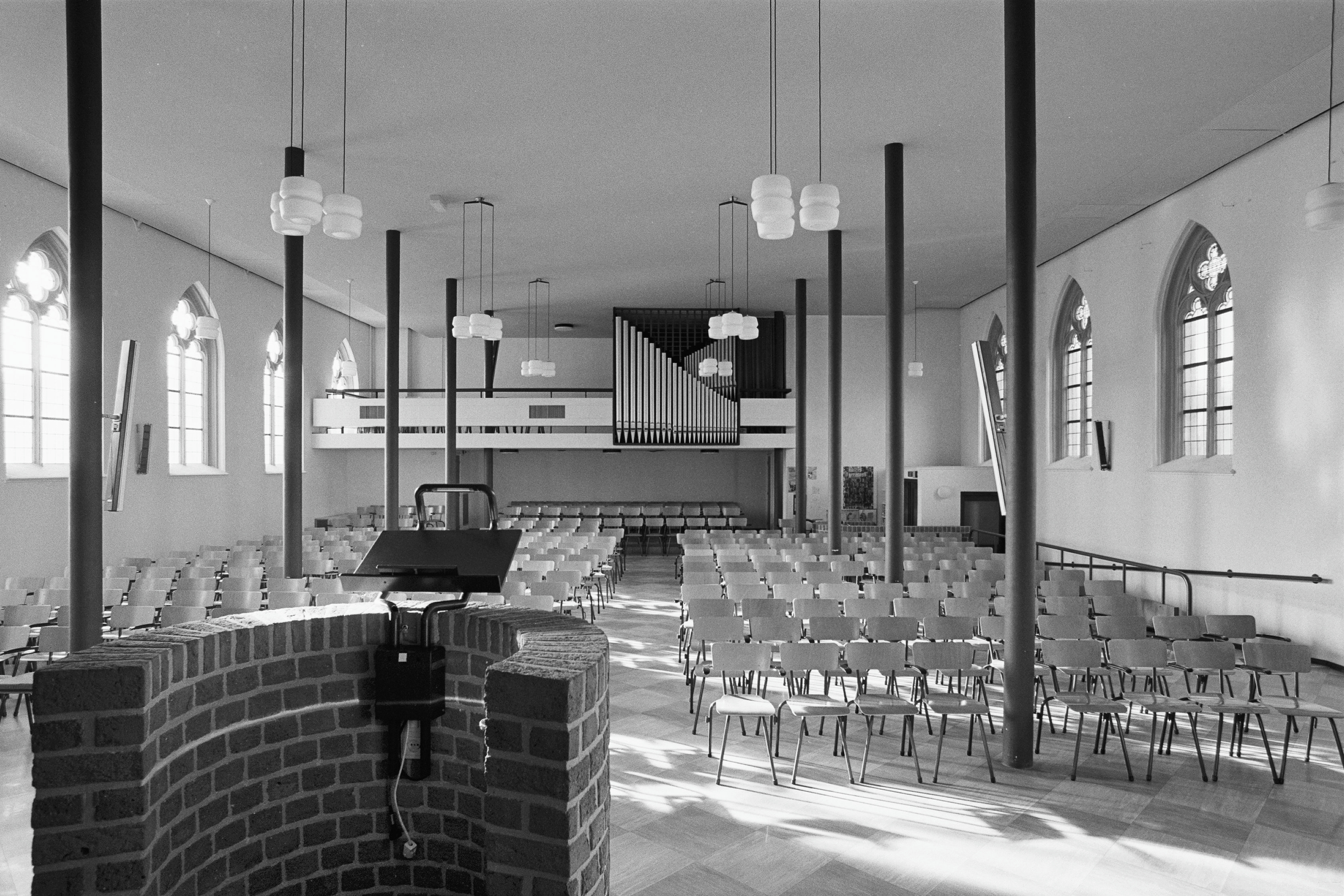
Inneres, Blick von der Kanzel durch das Kirchenschiff zur Orgel

Die Kloosterkerk (deutsch Klosterkirche) ist ein Kirchengebäude der Protestantischen Kirche in den Niederlanden in Valkenburg aan de Geul in der niederländischen Provinz Limburg. Die Kirche wurde als Teil der erhaltenen Klosteranlagen im Jahr 1997 als Rijksmonument eingestuft.

## Geschichte
Die heutige evangelische Kloosterkerk war ursprünglich Teil eines Franziskanerinnenklosters der Franziskanerinnen vom hl. Josef in Valkenburg. Mit dem Bau der Klosteranlagen wurde im Jahr 1883 begonnen, die Kirche wurde 1886 errichtet.
Die Saalkirche in schlichten neugotischen Formen ist mit einem Walmdach bedeckt, auf dem sich ein Glockendachreiter befindet. Die Längsseiten haben spitzbogenförmige Fenster mit schlichter Verglasung mit Maßwerk aus Mergel. Über den Spitzbogenfenstern befinden sich kleine Dachgauben mit Schieferdächern und Zinkspitzen. Dazwischen befinden sich schmiedeeiserne Maueranker.
Im Jahr 1964 gaben die Franziskanerinnen das Kloster auf und verkauften die Gebäude an die Stadt Valkenburg. In der Folge wurden die Klosteranlagen teilweise abgerissen und die frühere Klosterkapelle der damaligen reformierten Kirchengemeinde durch den Stadtrat zum Kauf für einen Preis von 50.000 Gulden angeboten. Die Kapelle wurde nach einem Entwurf des Architekten Ir. Dingemans aus Maastricht renoviert und für die Reformierten hergerichtet. Die Gesamtkosten beliefen sich auf 300.000 Gulden. Der 14 m breite und 25 m lange Kirchenraum bot nach der Innenrenovierung Platz für 500 Personen. Mit einem Gottesdienst am 10. September 1967, der von Pfarrer J. Stoffels gehalten wurde, wurde das Gotteshaus offiziell eingeweiht und erhielt den Namen Kloosterkerk. Ab dem Jahr 1981 wurde die Kloosterkerk grundlegend renoviert. Am 16. Mai 1982 erfolgte die Wiedereinweihung. Das Kirchengebäude wurde 2008/2009 in drei Phasen erneut saniert. Dabei wurde der Kirchensaal durch eine Glaswand als Trennwand zu einem Multifunktionsraum getrennt.

## Orgel
In der alten Reformierten Kirche in Valkenburg wurde 1891 eine Orgel in Betrieb genommen, die von der Witwe Boer aus Den Haag gekauft worden war. Dieses Instrument wurde später durch ein Harmonium ersetzt. Die heutige Orgel der Kloosterkerk wurde 1954 von der Firma Koch gebaut. Sie wurde 1967 aus der alten Kirche übernommen, als diese von der Kirchengemeinde aufgegeben wurde. Das Instrument ist nicht mehr spielbar und im Gottesdienst wird eine elektronischen Johannus-Orgel genutzt.
Die Disposition der Orgel lautet:
| I Manual C– |             |    |
| 1.          | Prestant    | 8′ |
| 2.          | Roerfluit   | 8′ |
| 3.          | Octaaf      | 4′ |
| 4.          | Mixtuur III |    |

| II Manual C– |           |    |
| 5.           | Viola     | 8′ |
| 6.           | Celeste   | 8′ |
| 7.           | Fluit     | 4′ |
| 8.           | Woudfluit | 2′ |
|              | Tremulant |    |

| Pedal C– |        |     |
| 9.       | Subbas | 16′ |

- Koppeln: I/II, I/P, II/P